# Sericia spectans
Sericia spectans är en fjärilsart som beskrevs av Achille Guenée 1852. Sericia spectans ingår i släktet Sericia och familjen nattflyn. Inga underarter finns listade i Catalogue of Life.

## Bildgalleri

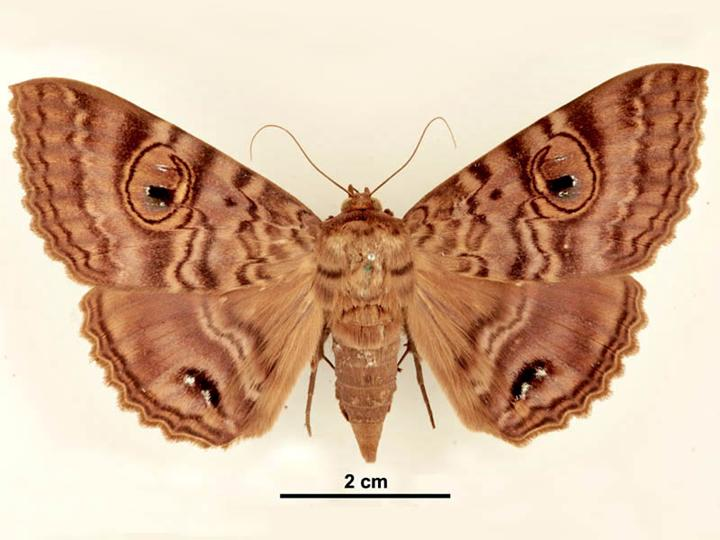
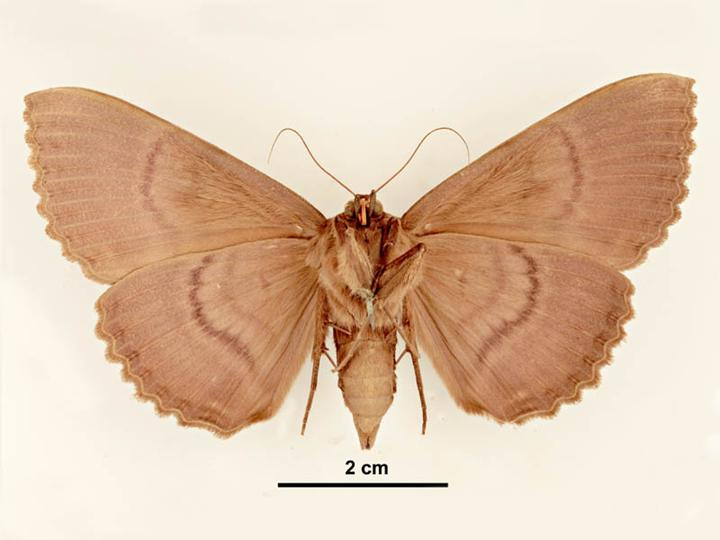
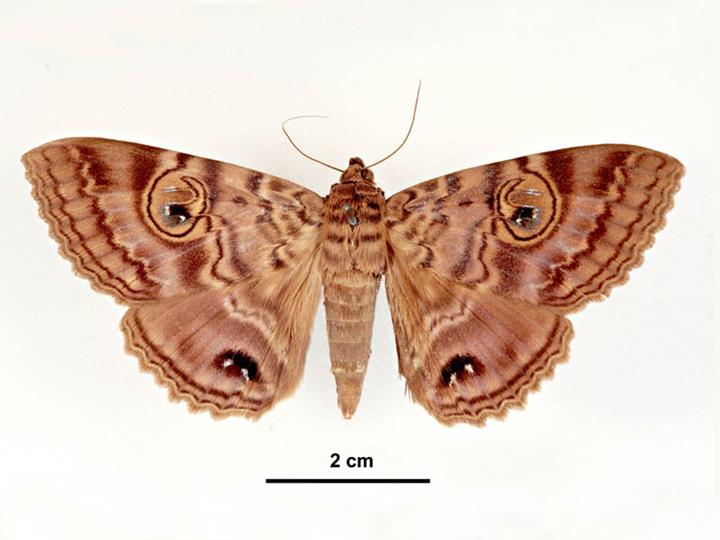
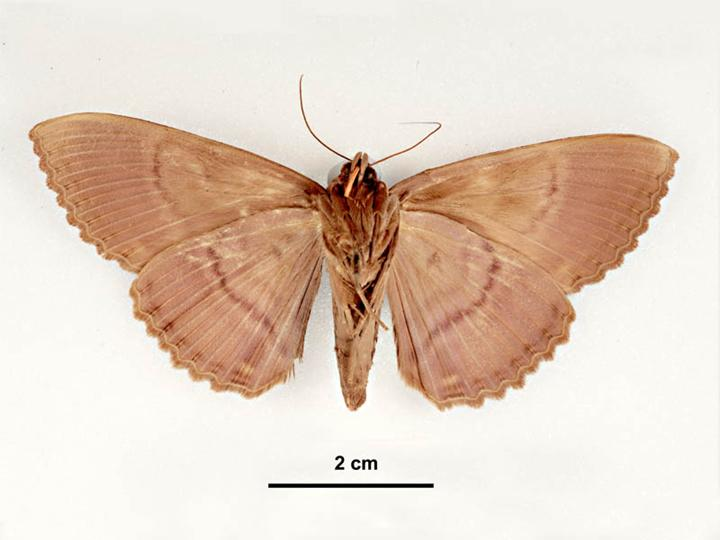